# تنمية الريف المصري الجديد
شركة تنمية الريف المصري الجديد هي شركة مساهمة حكومية مصرية، أنشأت سنة 2014 بغرض إنشاء وإدارة مشروع المليون ونصف المليون فدان لاستصلاح الأراضي الصحراوية في مصر، والذي أطلقه الرئيس المصري عبد الفتاح السيسي، ويبلغ رأس مال الشركة 8 مليار جنيه مصري.

## المساهمون
تتوزع نسب المساهمين في الشركة كالتالي:
- هيئة المجتمعات العمرانية الجديدة (43.75%).
- الهيئة العامة لمشروعات التعمير والتنمية الزراعية (37.5%).
- وزارة المالية (18.75%).

## مشروعات الشركة
المشروع الرئيسي للشركة هو استصلاح 1.5 مليون فدان في الصحراء الغربية على ثلاثة مراحل كالتالي:
المرحلة الأولى:
تضم 8 مناطق بإجمالى مساحات 500 ألف فدان في مناطق الفرافرة القديمة، الفرافرة الجديدة، الداخلة، واحة المغرة، قرية الأمل، توشكى، غرب المراشدة، وغرب المنيا.
المرحلة الثانية:
تضم 9 مناطق بإجمالي مساحات 490 ألف فدان في مناطق الفرافرة القديمة، الفرافرة الجديدة، امتداد الداخلة، منطقة غرب كوم أمبو، واحة المغرة، غرب المنيا، جنوب شرق المنخفض، وشرق سيوة.
المرحلة الثالثة:
تضم 5 مناطق بإجمالي مساحات 510 ألف فدان في مناطق الفرافرة القديمة، امتداد جنوب شرق المنخفض، الطور، غرب المنيا، ومنطقة غرب 2.

## رؤساء الشركة
- عمرو عبد الوهاب.[5]
- عاطر حنورة.[6]

## وصلات خارجية
- الموقع الرسمي للشركة.
- الصفحة الرسمية للشركة على موقع فيس بوك.